# Primera expedición a Chiloé
La primera expedición a Chiloé o primera expedición a Abtao fue una operación naval española desarrollada durante la Guerra hispano-sudamericana con el propósito de localizar y destruir a la flota chileno-peruana que se ocultaba en el archipiélago de Chiloé.
La escuadra española encargada de la misión, formada por las fragatas de hélice Villa de Madrid y Blanca, halló a los buques aliados resguardados en una ensenada junto a la isla Abtao (Calbuco). Ambas escuadras comenzaron, entonces, un intenso cañoneo sin resultados concluyentes. Las fragatas españolas, al comprobar que los barcos chileno-peruanos no tenían intenciones de salir de su refugio, decidieron poner fin a la misión.

## Antecedentes
Con el triunfo de la Revolución de Arequipa, el coronel Mariano Ignacio Prado derrocó a Juan Antonio Pezet, presidente del Perú, y se proclamó Jefe Supremo de aquel país. El 12 de enero de 1866 el nuevo gobierno peruano y el chileno firmaron una alianza, unieron sus escasas fuerzas navales y declararon la guerra a España. Ecuador y Bolivia se sumarían a esta declaración poco después.
Por esas fechas, el brigadier español Casto Méndez Núñez, comandante general de la Escuadra del Pacífico, recibió órdenes desde Madrid en las que se le indicaba que no debía abandonar aquellas aguas sin antes conseguir la paz a través de una negociación o por medio de las armas. El comandante decidió entonces concentrar sus fuerzas en el bloqueo de Valparaíso e incendiar la mayor parte de los barcos apresados.
El 20 de enero la Junta de Oficiales decidió enviar a las fragatas de hélice Resolución, Villa de Madrid y Blanca hacia el sur para localizar a la escuadra combinada chileno-peruana, que los informes situaban, con acierto, oculta en el archipiélago de Chiloé. Finalmente, Méndez Núñez decidió que la Resolución permaneciera en Valparaíso, mientras se desarrollaban las negociaciones con el gobierno de Chile, auspiciadas por Francia y el Reino Unido.

## Desarrollo de la expedición
El 21 de enero salieron de Valparaíso la Blanca, al mando de Juan Bautista Topete y la Villa de Madrid, al mando de Claudio Alvargonzález, que también comandaba la expedición.
La primera parada de la expedición fue en la isla de Juan Fernández. Tras comprobar que no había ningún barco en sus aguas, las fragatas españolas continuaron su viaje hacia la isla Grande de Chiloé, que avistaron el 4 de febrero. El día siguiente fondearon en Puerto Low, en la isla Gran Guaiteca y esa misma noche se dirigieron nuevamente a la isla Grande de Chiloé para reconocer su costa oriental. El día 6, por la tarde, fondearon en Puerto Oscuro.
El plan inicial de reconocer el seno de Reloncaví para pasar, a continuación, al canal de Chacao y a Ancud (ciudad a la que los españoles continuaban llamando San Carlos de Chiloé), pero Alvargonzález decidió enviar a la Blanca a inspeccionar los canales y esteros de Calbuco, porque sabía que la fragata peruana Amazonas había naufragado por aquella zona y suponía que el resto de barcos debían encontrarse cerca. Poco después de partir, Topete descubrió a la Amazonas varada en un banco de arena frente a la punta Quilque, al sureste de la isla Abtao. También contactó con un bote de habitantes de la zona, quienes le indicaron la ubicación de la escuadra combinada.

### Combate de Abtao

Ruta aproximada de las naves españolas hasta Abtao. El mapa solo muestra la costa de tierra firme, sin los bajos, rocas escasamente sumergidas, variaciones debido a las mareas ni las corrientes producidas. Las naves peninsulares eligieron el derrotero del sur debido a la falta de cartas de navegación para el canal de Chacao. La ubicación de «Puerto Low» y «Puerto Oscuro» es aproximada.

Los buques chileno-peruanos se encontraban resguardados en el apostadero que había ordenado establecer el Jefe de la Escuadra aliada, el chileno Juan Williams Rebolledo. Esta base había sido establecida en una ensenada resguardada tras la isla Abtao, cuya estrecha boca había sido artillada con los cañones recuperados de la Amazonas.
Alvargonzález y Topete se reunieron para decidir qué hacer. Puesto que no disponían de cartas de navegación lo suficientemente precisas, decidieron no arriesgarse a embarrancar ante la gran cantidad de bajíos y arrecifes, y realizar una serie de pasadas ante la boca del estero, disparando sus cañones. Pretendían con ello forzar a los buques aliados a salir de su refugio.
La escuadra combinada estaba compuesta el día del combate por la fragata Apurímac, las corbetas Unión y América, la goleta Covadonga y los vapores Lautaro y Antonio Varas. Por ausencia de Williams Rebolledo, las fuerzas aliadas se encontraban al mando del peruano Manuel Villar Olivera.
Villar ya había sido alertado de la presencia de las fragatas españolas, así que ordenó que todos los buques bajo su mando se prepararan para el combate, estableciendo la línea en forma de herradura y orientando los costados hacia la entrada del estero.
A las 15:30 del 7 de febrero la Apurímac abrió fuego. La acción se redujo a un intenso cañoneo de dos horas y a gran distancia (unos 1.500 metros de media). En conjunto se realizaron unos 2.000 disparos aproximadamente.
Ninguna de las dos escuadras sufrió daños de gravedad. Las bajas españolas fueron de seis heridos y tres contusos. En la escuadra aliada los historiadores discrepan sobre el número de bajas. Las cifras de muertos oscilan entre dos y doce y los heridos entre uno y una veintena.
Al caer la tarde las fragatas españolas cesaron el fuego y salieron de la boca de la ensenada. Manteniéndose a poca máquina, los buques esperaron toda la noche algún movimiento de la escuadra aliada, realizando algún disparo, pero sin obtener respuesta. Al amanecer las fragatas volvieron a la entrada de la rada, permaneciendo allí hasta las 9 de la mañana. Al ver que los barcos chileno-peruanos no se movían, se decidió regresar a Valparaíso para reunirse con el resto de la escuadra española e informar a Méndez Núñez.
Los buques aliados, sin embargo, ya se encontraban en muy mala situación antes del combate: el Lautaro estaba totalmente inutilizado por un accidente en sus calderas, mientras que la Apurímac y la América se encontraban con sus máquinas en reparaciones y no podían moverse.

### Regreso a Valparaíso
Las fragatas españolas salieron a mar abierto bordeando la isla Grande de Chiloé por el sur, por la misma zona que habían usado para entrar a los canales de Chiloé. Llegaron a Valparaíso el 15 de febrero e informaron a Méndez Núñez de la situación de las fuerzas aliadas, del combate que entablaron y de la imposibilidad de forzar la entrada del estero de Abtao.

## Consecuencias

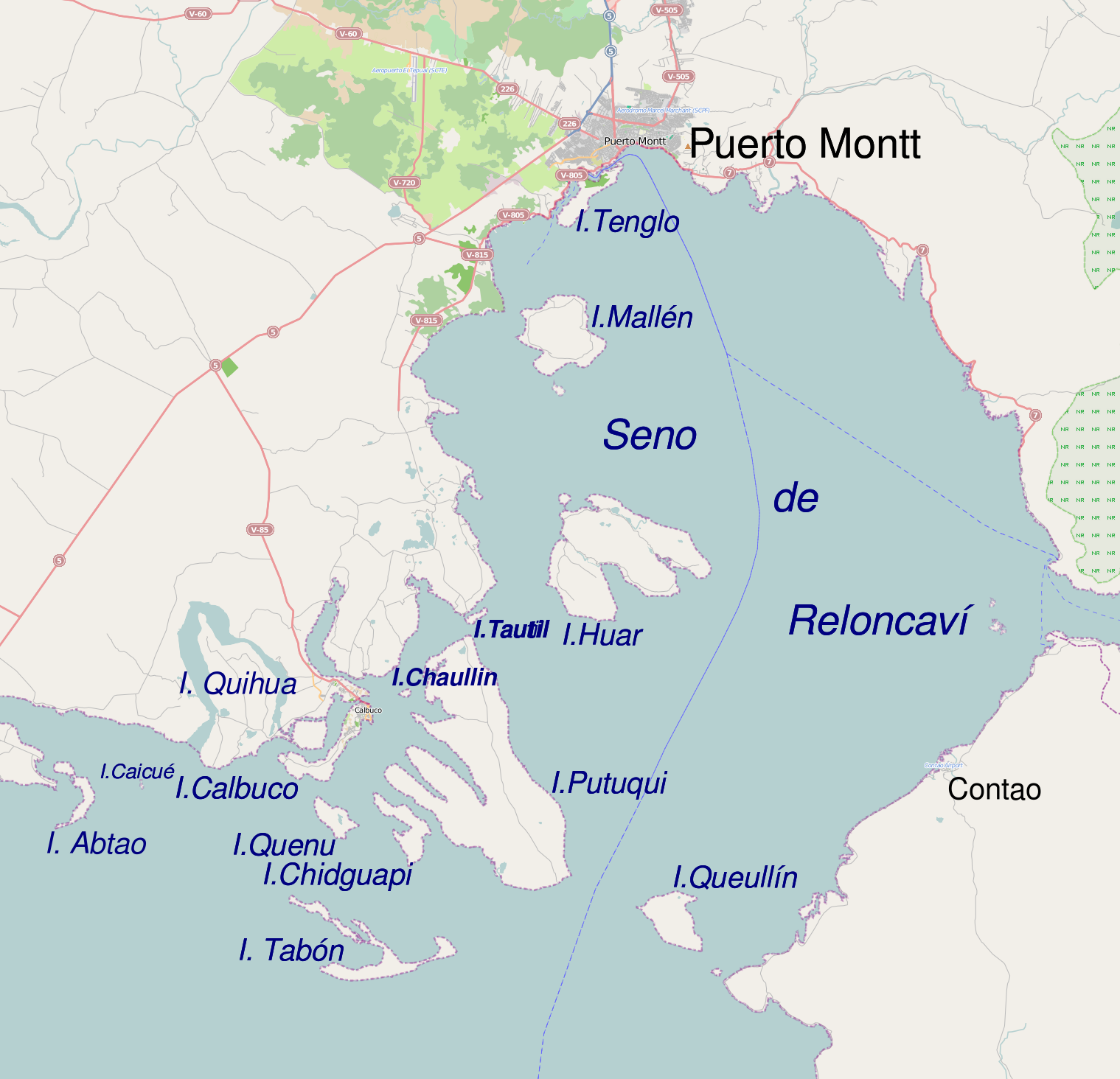
Plano moderno del archipiélago de Calbuco. El estero de Huito, con forma de arco, entre las islas Quihua y Chaullín. A la izquierda la isla Abtao, también con forma de arco.

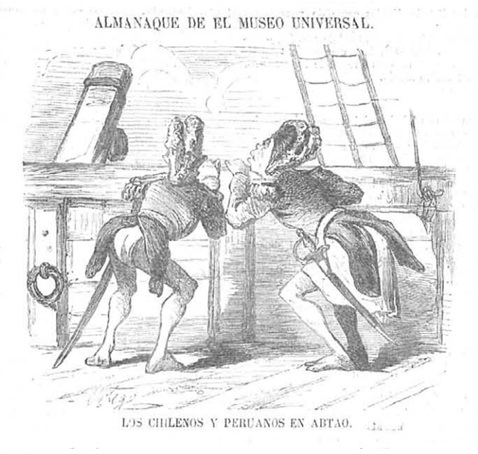
Caricatura aparecida en El Museo Universal del 2 de diciembre de 1866 que muestra a chilenos y peruanos asustados y descalzos durante el combate de Abtao.

La Junta de Oficiales de la escuadra española volvió a reunirse. Méndez Núñez había decidido organizar una nueva expedición para enfrentarse a la flota combinada chileno-peruana.
Chile había rechazado las propuestas británicas y francesas para poner fin al conflicto, por lo que el comandante general decidió partir esta vez él mismo, a bordo del buque insignia de la Escuadra del Pacífico, la fragata blindada Numancia. La Blanca haría de guía y exploradora por los canales chilotes, de difícil navegación.
Por su parte, la flota aliada levó anclas y marchó hacia un apostadero más seguro a la vuelta de Williams Rebolledo. Se establecieron, finalmente, en el interior del estero de Huito, de difícil acceso por su estrecha entrada. El Jefe de la Escuadra aliada ordenó, asimismo, estrechar aún más la boca, artillarla con los cañones recuperados de la Amazonas y cerrarla con la cadena del mismo buque. Para dificultar aún más el acceso, Williams Rebolledo ordenó también hundir en la entrada el vapor Lautaro y una lancha.
Cuando llegaron las fragatas españolas y comprobaron que no era posible llegar hasta la escuadra aliada, decidieron regresar a Valparaíso. De regreso, los españoles capturaron al Paquete del Maule, un vapor de ruedas chileno que transportaba soldados de aquel país.
Aunque los buques aliados no pudieron ser destruidos, éstos permanecerán en su refugio durante el resto de la guerra. Tan solo saldrán las corbetas peruanas Unión y América a finales de marzo de 1866 hacia el estrecho de Magallanes, en la dirección opuesta a la que se encontraban los barcos españoles. La inactividad de la flota combinada provocó que en Perú y Chile se la conociera como la «Armada Invisible».